# Punta Carena-világítótorony
A Punta Carena-világítótorony (olaszul Faro di Punta Carena) Capri szigetének délnyugati részén áll, az azonos nevű fok területén, Anacapritól 3 kilométerre délnyugatra. 

## Története
1862-ben építették és 1867-től folyamatosan üzemel. Építésekor a második legnagyobb világítótorony volt Olaszországban a genovai mögött.

## Leírása és működése
A világítótorony nyolcszög alaprajzú téglaépítmény, függőlegesen piros-fehér csíkosra festve. A fénycsóva a tengerszint felett 73 méter magasan világít. Fénye 25 tengeri mérföldről látható (kb. 46 km). A forgó világítótest 3 másodperceként ad le egy jelzést. Egy első fokozatú Fresnel-lencsével üzemel.